# Передмайбутній час
Передмайбу́тній час (також «майбу́тній дру́гий»; лат. futurum exactum — «майбутнє точне») — дієслівна форма, що належить до системи часів і означає дію, яка здійснюватиметься в майбутньому, але перед іншою дією. Існує в деяких діалектах української мови.

## Передмайбутній час в українській мові
Окрім аналітичних форм майбутнього часу (на зразок буду ходити, стану співати), українська мова подекуди й досі знає ще одну аналітичну форму. ЇЇ основною складовою є дієслова минулого часу (колишні дієприкметники) з допоміжним дієсловом буду. Цей передмайбутній час вживають для того, щоб позначити майбутню дію, здійснення якої передуватиме виконанню іншої теж майбутньої дії: я буду мав, ти будеш казала, вони будуть кликали тощо.
У давнину майбутнього другого утворювали сполученням допоміжного дієслова буду і активного дієприкметника на -лъ, -ло, -ла (типу буду носилъ, буду ходилъ тощо). Він служив, щоб виразити без відтінку тривалості й протяжності прийдешню дію, протікання якої в майбутньому обмежено. Тобто це була колись аналітична форма майбутнього часу доконаного виду. Речення з такою конструкцією трапляються, наприклад, у «Руській Правді»: а кто боудеть началъ, тому платити 60 коунъ («хто буде почав, той платитиме 60 кун»). Взагалі форму передмайбутнього часу вживали нечасто. Вона зберігала своєрідне значення дії, і її було представлено у складнопідрядних реченнях із підрядними умовами. Тільки в окремих випадках ця форма не мала відтінку умовності, і вживали її зі значенням, близьким до «чистого майбутнього».
В українських грамотах XIV—XV ст. всього один раз трапляється випадок вживання цього часу. Проте він зберігається в письмовій мові  після XVI—XVII ст.
Сучасна літературна мова, як і південно-східні говори України, вже втратили його. Однак для багатьох південно-західних та деяких північних говорів передмайбутній час і досі є живим явищем. Утім, його видове значення змінилося: він виступає лише як форма майбутнього часу вже недоконаного виду. Цей час притаманний наддністрянському та надсянському говорам. У північно-західних наддністрянських говірках (говір батюків) основна складова частина цієї форми виступає в чоловічому роді для всіх родів, а також у формах множини (пор. вона буде робив, воно буде робив, будем жив, будем видів, будут кликав тощо). Досить часто другий майбутній просто замінює форми звичайного майбутнього часу в тих самих говорах, наприклад: буду писав до Америки, і водночас буду писати, иму писати й писатиму; буду любив, хоч іноді буду любити тощо. Що далі на захід, то рідше вживаною є літературна форма майбутнього часу. Поряд із літературним будемо ходити  частіше вживається варіант будемо ходили.
| Особа | Недоконаний передмайбутній час | Недоконаний передмайбутній час | Доконаний передмайбутній час | Доконаний передмайбутній час |
| Особа | Однина                         | Множина                        | Однина                       | Множина                      |
| ----- | ------------------------------ | ------------------------------ | ---------------------------- | ---------------------------- |
| 1.    | Буду казав/-ла/-ло             | Будемо казали                  | Буду сказав/-ла/-ло          | Будемо сказали               |
| 2.    | Будеш казав/-ла/-ло            | Будете казали                  | Будеш сказав/-ла/-ло         | Будете сказали               |
| 3.    | Буде казав/-ла/-ло             | Будуть казали                  | Буде сказав/-ла/-ло          | Будуть сказали               |

## Передмайбутній час в інших мовах
• В англійській мові передмайбутній час (future perfect) належить до системи перфекту. Його утворюють за допомогою допоміжного дієслова will (або shall), щоб позначити майбутність, і дієслова have, щоб позначити минулість, а також за допомогою дієприкметника головного дієслова. Наприклад:
- She will have fallen asleep by the time we get home — Вона буде спала, коли ми прийдемо додому.
- Will you have finished when I get back? — Чи будеш ти закінчував (-ла), коли я повернуся?

| Особа | Однина                   | Множина                   |
| ----- | ------------------------ | ------------------------- |
| 1.    | I will (shall) have done | we will (shall) have done |
| 2.    | you will have done       | you will have done        |
| 3.    | he/she/it will have done | they will have done       |

• У французькій мові майбутній другий час (futur antérieur), що його утворюють за допомогою особи/предмета, дієслів avoir (або être) у формі майбутнього часу та з дієприкметником головного дієслова. Наприклад:
- j' aurai parlé — Я буду казав (-ла).

| Особа | Однина                         | Множина                           |
| ----- | ------------------------------ | --------------------------------- |
| 1.    | j'/je aurai (serai) déjeuné    | nous aurons (serons) déjeuné      |
| 2.    | tu auras (seras) déjeuné       | vous aurez (serez) déjeuné        |
| 3.    | il/elle/on aura (sera) déjeuné | ils/elles auront (seront) déjeuné |

• В іспанській мові (futuro perfecto), що його утворюють так само: особа/предмет, дієслово haber у формі майбутнього часу та дієприкметник. Наприклад:
- Cuando yo saldré al escenario tú ya habrás subido el telón — Коли я вийду на сцену, ти будеш піднімав (-ла) завісу.

| Особа | Однина                      | Множина                            |
| ----- | --------------------------- | ---------------------------------- |
| 1.    | yo habré hablado            | nosotros habremos hablado          |
| 2.    | tu habrás hablado           | vosotros habréis hablado           |
| 3.    | él/ella/Usted habrá hablado | ellos/ellas/Ustedes habrán hablado |

• У німецькій мові передмайбутній час (futur II, vorzukunft або vollendete zukunft), що його утворюють, як і в англійській мові: дієслово sein (або haben) у формі майбутнього з дієсловом у формі минулого часу. Наприклад:
- Ich werde etwas geschrieben haben — Я буду писав (-ла) щось.

| Особа | Однина                                  | Множина                                  |
| ----- | --------------------------------------- | ---------------------------------------- |
| 1.    | ich werde gegangen sein (gelesen haben) | wir werden gegangen sein (gelesen haben) |
| 2.    | du wirst gegangen sein (gelesen haben)  | ihr werdet gegangen sein (gelesen haben) |
| 3.    | er wird gegangen sein (gelesen haben)   | sie werden gegangen sein (gelesen haben) |